# 襟裳 (給油艦)
襟裳（えりも）は日本海軍の給油艦。知床型給油艦の3番艦で、艦名は北海道の襟裳岬による。

## 艦歴
1918年（大正7年）度の八六艦隊案で計画され、「知床」に続いて川崎造船所で1920年（大正9年）12月16日に竣工、呉鎮守府籍となる。平時は海外からの重油輸送に従事、1937年（昭和12年）からの日中戦争には中国各地への輸送任務に当たった。
1941年（昭和16年）11月22日に呉を出撃し、太平洋戦争開戦の12月8日に馬公に入港した。同地でボイラー用および内火機械用重油8,000トンと真水606トンを搭載し12月11日に出港、21日にカムラン湾に到着した。当時、第十五軍（飯田祥二郎中将）をシンゴラに輸送する計画があり、第十五軍の将兵を乗せた輸送船や護衛艦艇に対する燃料補給用のタンカーとして「黒潮丸」（中外海運、10,518トン）が充当されていた。しかし、「黒潮丸」は機関の不調により任務から外され、その代わりに「襟裳」に燃料補給任務が与えられる事となった。「襟裳」は燃料を7,000トン以上搭載して1942年（昭和17年）1月4日にカムラン湾を出撃し、1月5日に船団に合流。補給後、シンゴラに回航された。以後はサイゴン、サンジャック、アナンバス諸島の間で行動し、第二艦隊（近藤信竹中将・海軍兵学校35期）付属として艦艇に重油を給油し、蘭印作戦を支援した。3月1日に連合艦隊付属に編入される。
3月1日にアナンバス諸島を出撃し、ジャワ海に進出して第六駆逐隊に対する燃料補給を行った後、昭南（シンガポール）に回航するよう命じられる。3月3日に駆逐艦「長月」と「水無月」に対して燃料補給を行ったのに続き、3月4日にも「松風」に対して燃料補給を行った後昭南に向かったが、南緯04度22分 東経108度23分 / 南緯4.367度 東経108.383度の地点でアメリカ潜水艦S-39 (USS S-39, SS-144) の雷撃を受ける。S-39 は目標を「厳島丸」（日本水産、10,006トン）あるいは「建川丸」（川崎汽船、10,090トン）と推定して魚雷を4本発射し、うち3本が命中して爆発するのを確認した。15時5分にビリトン島近海で沈没し、「松風」と軽巡洋艦「由良」によって特務艦長相馬信四郎大佐以下162名が救助されたが、18名が戦死した。
同年3月14日に第4予備特務艦となり、除籍は終戦後の1947年（昭和22年）5月3日となった。これは船体の一部分が擱座など何らかの形で水面上に露出したまま残存した事を物語っている。ただし、当時の記録では「沈没」と明記されている。

## 特務艦長
※『日本海軍史』第9巻・第10巻の「将官履歴」に基づく。階級は就任時のもの。
艤装員長
- 有沢四十九郎 大佐：1920年12月1日[39] -

特務艦長
- 有沢四十九郎 大佐：1920年12月16日[40] - 1921年11月10日[41]
- 松本匠 大佐：1921年11月10日 - 1922年5月15日
- 橋本才輔 大佐：1922年5月15日 - 1923年12月1日
- （心得）吉川真清 中佐：1923年12月1日[42] -  1924年1月10日[43]
- （兼・心得）鹿野弘 中佐：1924年1月10日[43] - 1924年2月5日[44]
- （心得）富岡愛次郎 中佐：1924年2月5日 - 1924年7月1日
- （兼）内藤省一 大佐：1924年7月1日[45] - 1924年9月1日[46]
- （心得）高原半 中佐：1924年9月1日[46] - 1925年2月2日[47]
- （兼）辺見辰彦 中佐：1925年2月2日[47] - 1925年11月10日[48]
- 辺見辰彦 中佐：1925年11月10日[48] - 1926年4月1日[49]
- 松本忠左 大佐：1926年4月1日 - 1926年12月1日
- 広瀬彦太 大佐：1926年12月1日[50] - 1927年5月1日[51]
- 吉岡清 中佐：1927年5月1日[51] - 1928年2月1日[52]
- 大沢一介 中佐：1929年7月1日[53] - 1930年7月1日[54]
- 小池四郎 大佐：1930年7月1日[54] - 1930年11月1日[55]
- 横山徳治郎 中佐：1930年11月1日 - 1931年4月1日
- 今泉利清 大佐：1931年4月1日[56] - 1931年12月1日[57]
- 田結穣 大佐：1931年12月1日 - 1932年11月15日
- 清宮弘 中佐：1932年11月15日 - 1933年11月15日
- 畠山耕一郎 大佐：1933年11月15日 - 1934年8月25日
- 小林三良 中佐：1934年8月25日[58] - 1934年11月15日[59]
- 原田清一 大佐：1934年11月15日 - 1935年2月22日
- 阿部孝壮 大佐：1935年2月22日 - 1935年8月15日
- 徳永栄 大佐：1935年8月15日 - 1935年10月10日
- 入船直三郎 大佐：1935年10月10日 - 1936年3月20日
- 緒方真記 大佐：1936年3月20日 - 1936年11月2日
- 中邑元司 中佐：1936年11月2日 - 1937年4月20日
- 大西新蔵 大佐：1937年4月20日 - 1937年10月20日
- 渡辺清七 中佐：1937年10月20日 - 1938年5月5日
- 佐藤勝也 中佐：1938年10月10日 - 1939年5月25日
- 伊藤安之進 大佐：1939年5月25日[60] - 1939年11月15日
- 上原義雄 大佐：1939年11月15日 - 1940年10月21日
- 三浦速雄 中佐：1940年10月21日 - 1940年12月27日
- 殿村千三郎 大佐：1940年12月27日 - 1941年6月20日
- 長谷部喜蔵 大佐：1941年6月20日[61] - 1941年8月20日[62]
- 相馬信四郎 大佐：1941年8月20日 - 1942年3月10日